# Joods Monument (website)
Het Joods Monument is een monument in de vorm van een website dat elk van de circa 101.800 Nederlandse Joden herdenkt die tijdens de Tweede Wereldoorlog slachtoffer werden van de Holocaust (Sjoa). Alle personen die in deze tijd door de nazi's als Joden in Nederland zijn vervolgd en ten gevolge daarvan zijn overleden zijn erin opgenomen. Initiatiefnemer was de politicoloog en historicus Isaac Lipschits. Omstreeks het jaar 2000 lanceerde hij het plan om dit monument tot stand te brengen. Vanaf april 2005 is het op het internet te raadplegen, aanvankelijk onder de naam Digitaal Monument Joodse Gemeenschap in Nederland, sinds 2016 in een vernieuwde opzet voortgezet als Joods Monument. De site wordt beheerd door medewerkers van het Joods Cultureel Kwartier.
De doelstelling werd ontleend aan de joodse traditie, die stelt dat iemand voortleeft zolang hij herinnerd wordt, zoals verwoord in het Tenachboek Jesaja 56:5 "Ik geef hem een eeuwige naam, een naam die onvergankelijk is".
Als hoofddoelstellingen werd daarom genoemd:
1. het levend houden van de herinnering aan alle Joden in Nederland die tijdens de Sjoa zijn omgekomen;
2. nabestaanden en overige belangstellenden in staat stellen meer te weten te komen over de slachtoffers van de Sjoa.

Niet alleen de vermoorde slachtoffers worden door het Joods Monument herdacht, er wordt tevens educatief materiaal aangeboden en onderzoek gestimuleerd naar de Joodse gemeenschap in Nederland aan de vooravond van de deportaties.
De keuze voor een digitaal monument impliceert dat het bezocht kan worden, onafhankelijk van waar men zich bevindt. De website is tweetalig (Nederlands en Engels).

## Sinti en Roma
Een van de belangrijkste bronnen voor het Joods Monument was het boek In Memoriam, waar de namen in staan van alle Nederlandse Joodse slachtoffers tijdens de Tweede Wereldoorlog. In dit boek is per vergissing ook een groot aantal van de ongeveer vijfhonderd in Auschwitz omgekomen Sinti en Roma opgenomen, omdat ze aanvankelijk voor Duitse Joden werden aangezien. Hierdoor staan op het Joods Monument bijna 75 Sinti en Roma vermeld.